# كريس واتسون
كريس واتسون (بالإنجليزية: John Christian Watson)‏ (9 أبريل 1867 في تشيلي - 18 نوفمبر 1941 في سيدني). كان أول رئيس وزراء لأستراليا من حزب العمال. تولى السلطة لمدة أربعة شهور في عام 1904. وبوصفه زعيما لحزب العمل، اتبع سياسات معتدلة وعمل بشكل وثيق مع الزعيم الليبرالي ألفريد ديكين. وكان يناصر الإصلاحات الاقتصادية ويؤيد سياسة أستراليا البيضاء. وبعد ابتعاده عن السياسة في عام 1910 فـُصل من حزب العمال لأنه كان يؤيد التجنيد الإلزامي خلال الحرب العالمية الأولى.